# Aeroportul Internațional Green Bay–Austin Straubel
Aeroportul Internațional Green Bay–Austin Straubel (IATA: GRB, ICAO: KGRB, FAA LID: GRB) este un aeroport din Comitatul Brown, Wisconsin, Wisconsin, Statele Unite ale Americii ce deservește zona Green Bay. Aeroportul a fost tranzitat în 2021 de 529.510 pasageri. A fost numit după Austin Straubel⁠(d).
Situat la o altitudine de 212 m, aeroportul dispune de 2 piste.

## Infrastructură

### Piste
Aeroportul dispune de 2 piste. Pista 06/24 are suprafața de beton și dimensiunile 7.699 picioare × 150 picioare. Pista 18/36 are suprafața de beton și dimensiunile 8.699 picioare × 150 picioare. 